# 대잠도서관
대잠도서관은 경상북도 포항시 남구 대잠동 소재의 시립 도서관이다.

## 연혁
- 2007년 2월 1일 개관.

## 시설현황
- 4F: 대잠도서관(사무실, 종합자료실, 전자정보실)
- 3F: 대잠도서관(어린이자료실, 문화강좌실)

## 이용 안내
이용 시간
- 어린이자료실: (3층) 09:00~18:00
- 종합자료실, 전자정보실: 월~금요일 09:00~22:00 / 토,일요일 09:00~18:00

휴관일
- 매달 첫째,셋째 월요일
- 토, 일요일 제외한 법정 공휴일